# Rejon niemirowski (obwód lwowski)
Rejon niemirowski (ukr. Немирівський район) – dawna jednostka podziału administracyjnego Ukraińskiej Socjalistycznej Republiki Radzieckiej w Związku Socjalistycznych Republik Radzieckich w latach 1940–1941 i 1944–1957. Należał do obwodu lwowskiego. Siedziba władz rejonu znajdowała się w Niemirowie.
Rejon niemirowski został utworzony 17 stycznia 1940 na podstawie dekretu Prezydium Rady Najwyższej USRR o podziale na rejony zachodnich obwodów USRR, kiedy to w obwodzie lwowskim utworzono 37 rejonów, między innymi niemirowski. Rejon objął następujące obszary:
- miasto Niemirów;
- całą gminę Wróblaczyn;
- całą gminę Wierzbiany;
- południowy fragment gminy Potylicz (gromady Ulicko Seredkiewicz i Ulicko Zarębane);
- północną, zalesioną część gminy Szkło (gromada Kurniki).

Obszary te należały przed wojną do powiatu rawskiego (Niemirów oraz gminy Wróblaczyn i Potylicz) i powiatu jaworowskiego (gminy Wierzbiany i Szkło) w województwie lwowskim.
Na mocy dekretu z 13 lutego 1940 gromady Kurniki, Trościaniec, Parypsy, Przedmieście i Szczerzec zostały wysiedlone i zlikwidowane w związku z utworzeniem Jaworowskiego Poligonu Wojskowego.
Rejon niemirowski przestał istnieć wraz z wybuchem wojny niemiecko-radzieckiej 22 czerwca 1941. Jego tereny weszły w skład Landkreis Rawa Ruska dystryktu galicyjskiego Generalnego Gubernatorstwa.
Rejon został odtworzony 23 lipca 1944, po zajęciu tych terenów przez Armię Czerwoną.
W październiku 1944, w wyniku wytyczenia granicy między ZSRR a Polską, jedna rada wiejska rejonu niemirowskiego – Radruż z 2410 mieszkańcami – została włączona do Polski. Obszar ten (wraz z Prusiem, Werchratą i Dziewięcierzem) włączono przejściowo do reaktywowanego powiatu tomaszowskiego w odtworzonym województwie lubelskim; gdzie wszedł w skład gminy Lubycza Królewska. Stanowił on specyficzny podłużny i bardzo wąski klin na samym południu województwa lubelskiego, wrzynający się w głąb resztkowego województwa lwowskiego. Dopiero po utworzeniu województwa rzeszowskiego 18 sierpnia 1945, cypel ten został zlikwidowany, a miejscowości włączono do gminy Horyniec w powiecie lubaczowskim tamże. Ponadto do rejonu niemirowskiego włączono gromadę Hruszów ze zniesionego rejonu horynieckiego, który włączono do Polski.
W 1957 roku rejon niemirowski zniesiono, włączając go do rejonu rawskiego.